# Tetraria usambarensis
Tetraria usambarensis är en halvgräsart som beskrevs av Karl Moritz Schumann. Tetraria usambarensis ingår i släktet Tetraria och familjen halvgräs. Inga underarter finns listade i Catalogue of Life.